# Verwaltungsgemeinschaft Unterneukirchen
Die Verwaltungsgemeinschaft Unterneukirchen im Landkreis Altötting besteht seit der Gemeindegebietsreform am 1. Mai 1978. Ihr gehören als Mitgliedsgemeinden an:
1. Kastl, 2814 Einwohner, 27,60 km²
2. Unterneukirchen, 3463 Einwohner, 23,26 km²

Sitz der Verwaltungsgemeinschaft ist Unterneukirchen.